# Pisanka

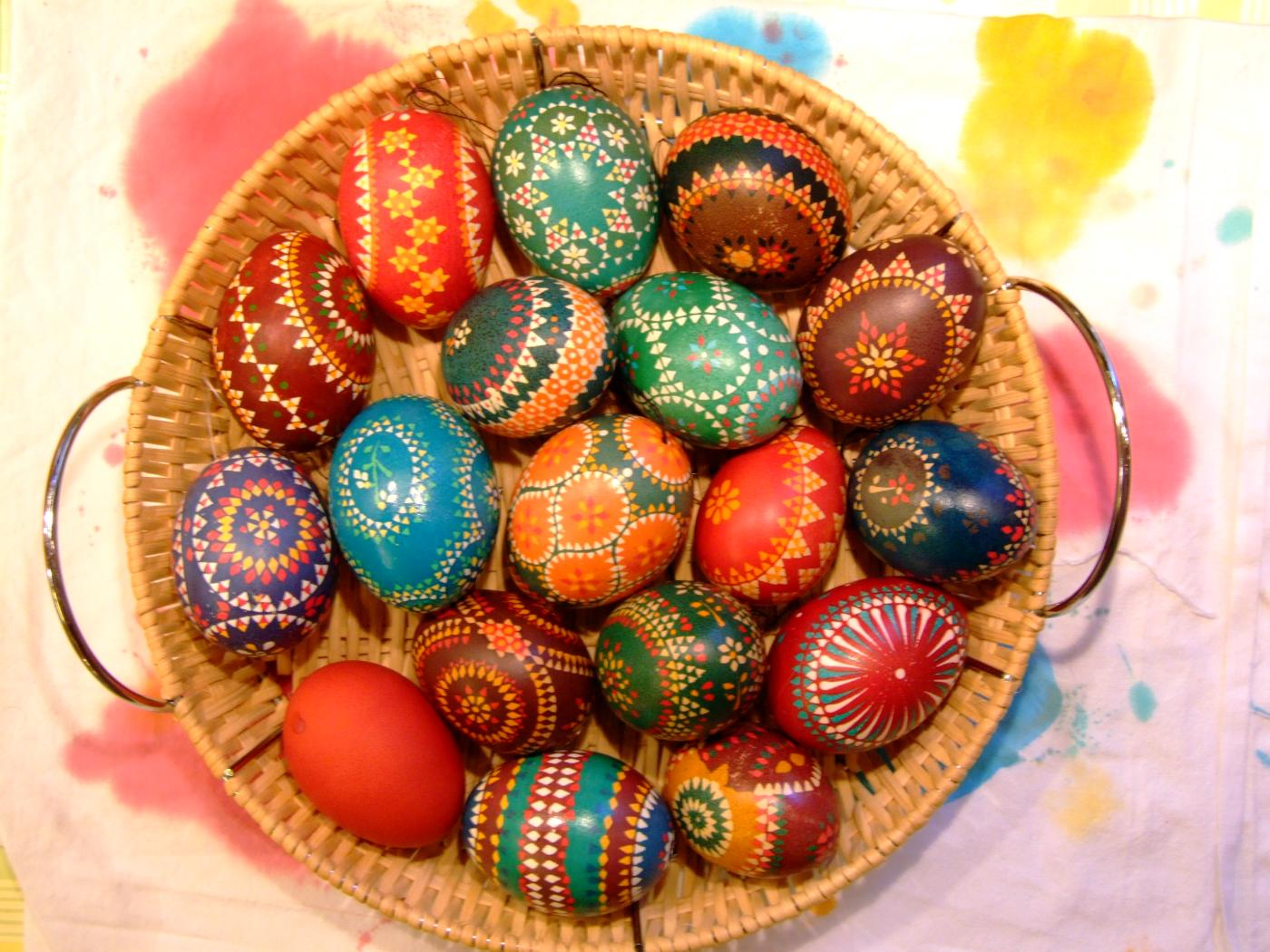
Serbołużyckie pisanki

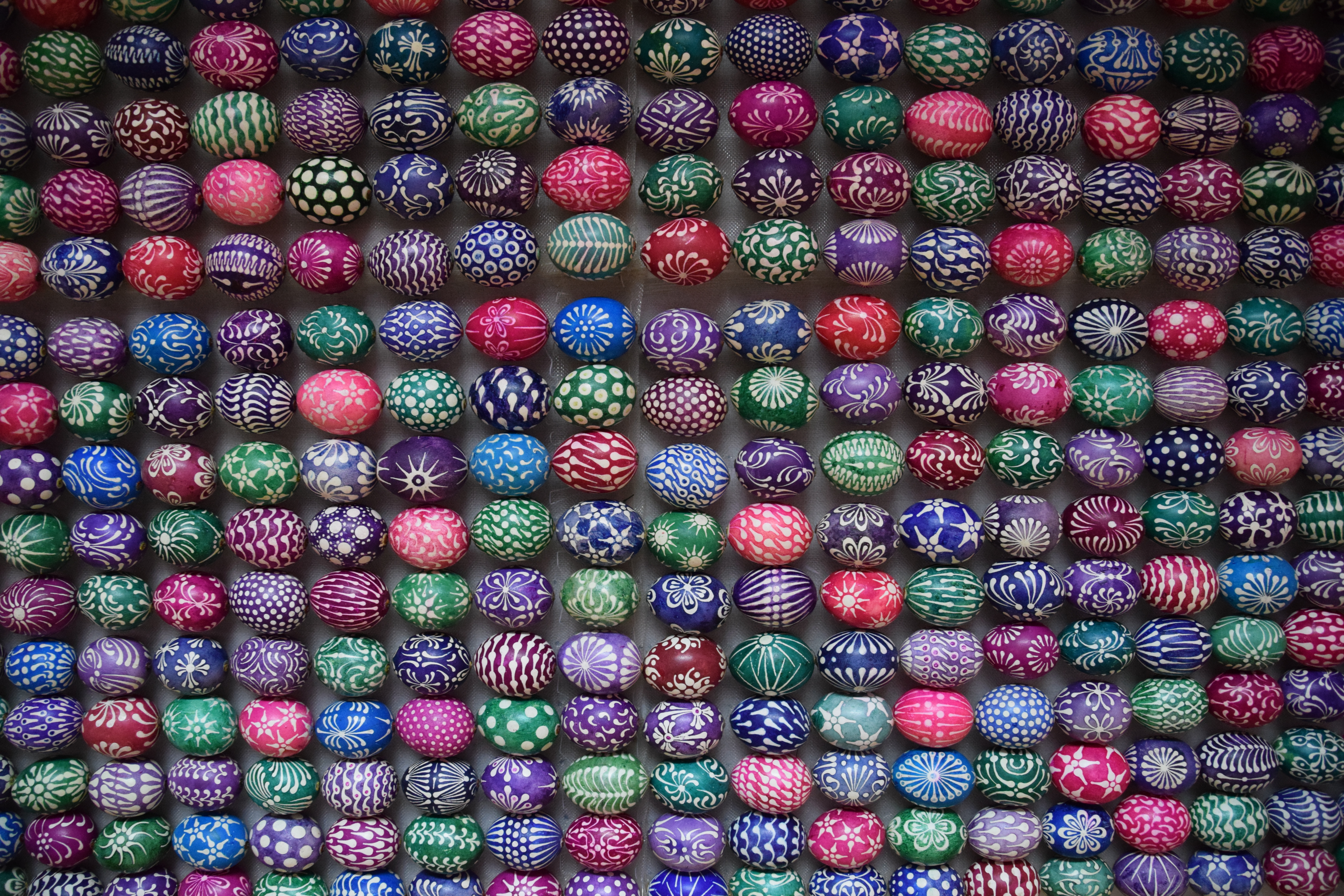
Pisanki na wystawie w Muzeum Pisanek w Kołomyi

Pisanka – ogólna, zwyczajowa nazwa jaja (zwykle kurzego, ale także gęsiego czy kaczego) zdobionego różnymi technikami.

## Historia

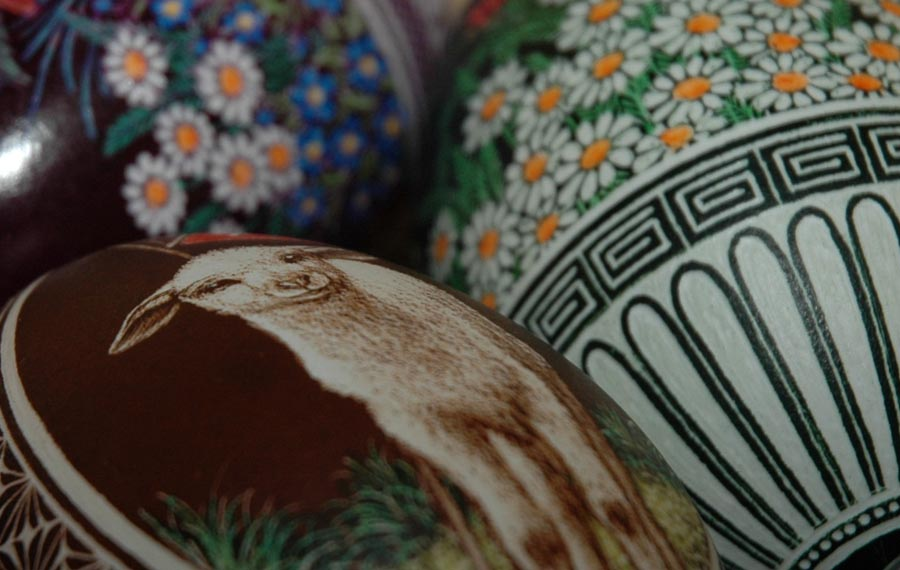
Jajka wielkanocne

Najstarsze pisanki pochodzą z terenów sumeryjskiej Mezopotamii. Zwyczaj malowania jajek znany był w czasach cesarstwa rzymskiego, wspominają o nim Owidiusz, Pliniusz Młodszy i Juwenalis. Według mitologii germańskiej, jajka znosił zając, jako zwierzę poświęcone bogini Osterze.
Na ziemiach polskich najstarsze pisanki, pochodzące z końca X wieku, odnaleziono podczas wykopalisk archeologicznych w pozostałościach grodu na opolskiej wyspie Ostrówek. Wzór rysowano na nich roztopionym woskiem, a następnie wkładano je do barwnika – łupin cebuli lub ochry, które nadawały im brunatnoczerwoną barwę. W procesie chrystianizacji pisankę włączono do elementów symboliki wielkanocnej. Obecnie pisanki wykonuje się w trakcie kilkudniowego cyklu obrzędowego Jarych Godów oraz przed Wielkanocą. Mają symbolizować rodzącą się do życia przyrodę, a w chrześcijaństwie dodatkowo nadzieję wynikającą z wiary w zmartwychwstanie Chrystusa.

## Rodzaje pisanek

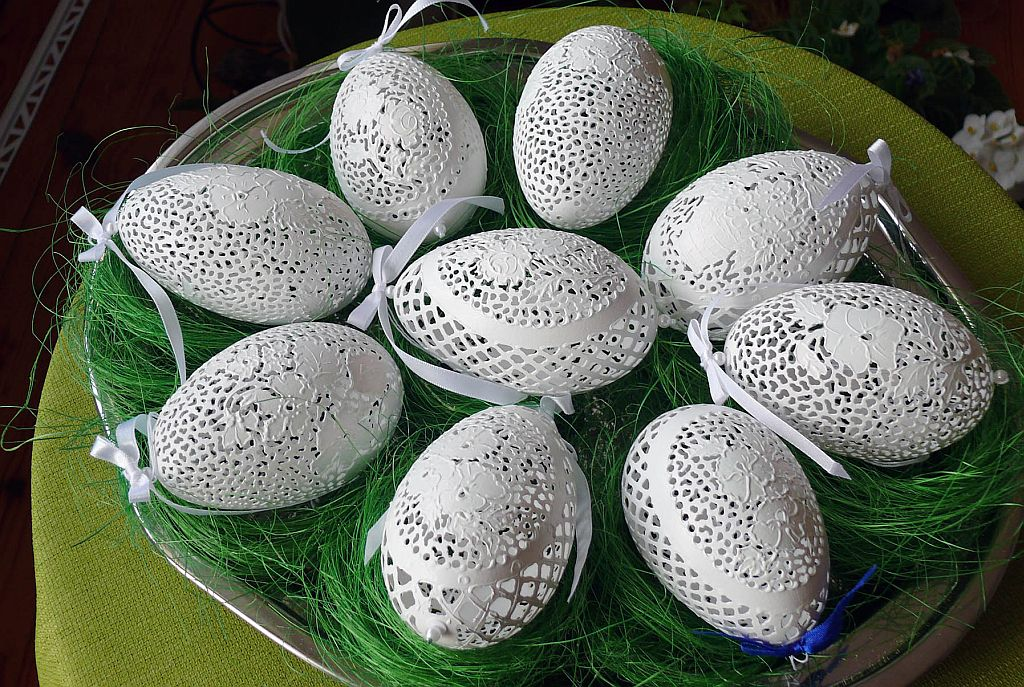
Pisanki ażurowe

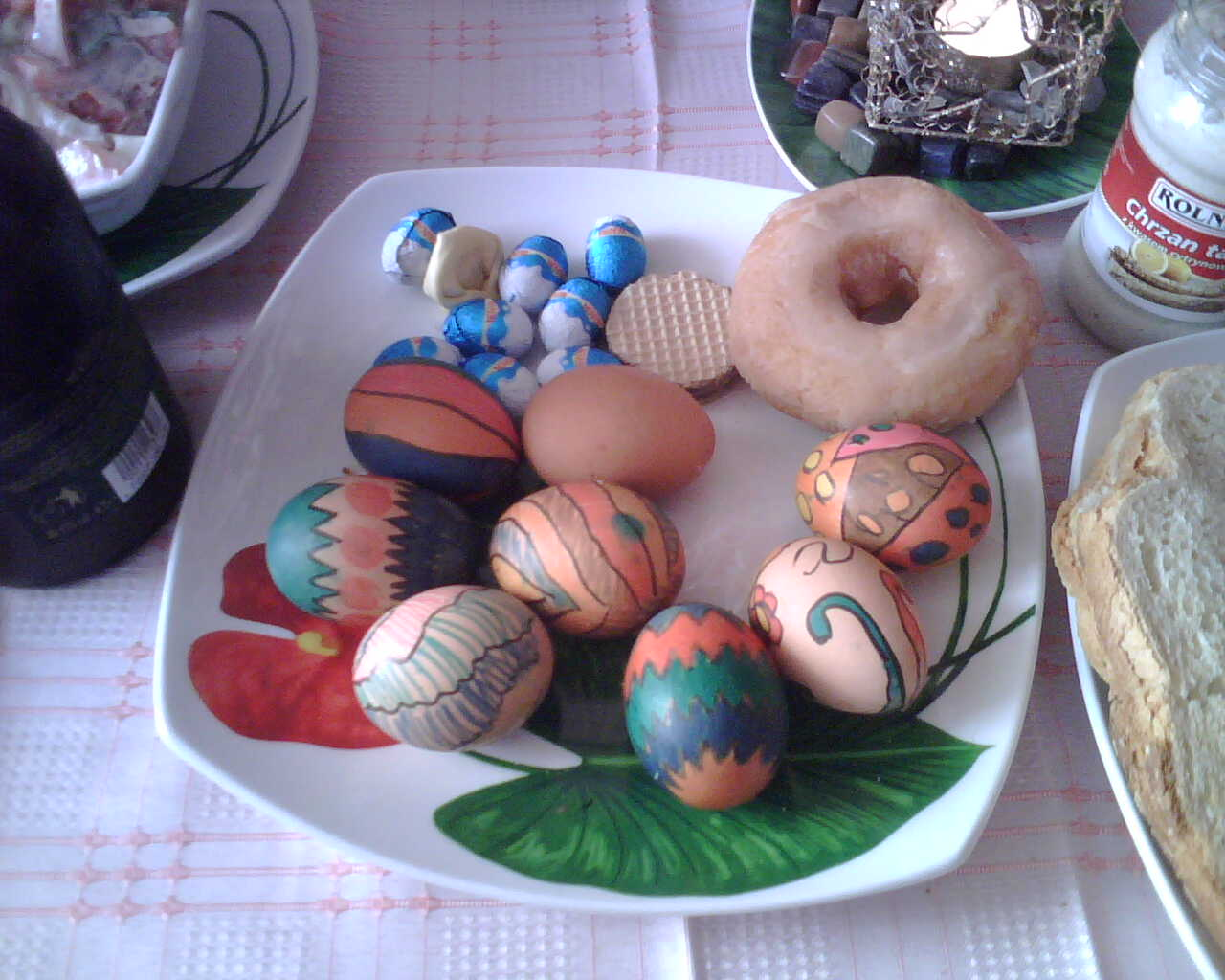
Pisanki współczesne

W zależności od techniki zdobienia, świąteczne jajka mają w Polsce różne nazwy:
- Drapanki[7] powstają przez drapanie ostrym narzędziem zewnętrznej barwionej powłoki jajka, technika spotykana głównie w Polsce i Austrii
- Kraszanki (zwane też malowankami lub byczkami) powstają przez gotowanie jajka w wywarze barwnym, dawniej uzyskiwanym wyłącznie ze składników naturalnych. Używano roślin, które pozwalały na uzyskanie różnych kolorów:
brązowy (rudy): łupiny cebuli
czarny: kora dębu, olchy lub łupiny orzecha włoskiego
żółtozłocisty: kora młodej jabłoni lub kwiat nagietka
niebieski: płatki kwiatu bławatka[8]
fioletowy: płatki kwiatu ciemnej malwy
zielony: pędy młodego żyta lub listki barwinka
różowy: sok z buraka
- Pisanki mają różnobarwne desenie. Powstają przez rysowanie (dawniej: pisanie) na skorupce gorącym roztopionym woskiem, a następnie zanurzenie jajka w barwniku. Jako narzędzi do pisania używano szpilek, igieł, kozików, szydeł, słomek i drewienek. Pisanki wykonywane w regionie Białegostoku wykonywane były albo bez narzędzi, poprzez nakrapianie wosku na jaja albo poprzez nanoszenie prostych elementów graficznych rozgrzanym końcem świecy. Zdarzały się też przypadki używania narzędzi takich jak słomki, patyki, czy dętki z opon rowerowych[9].
- Oklejanki (naklejanki) są przyozdobione sitowiem, płatkami bzu, skrawkami kolorowego, błyszczącego papieru, tkaniny, również nicią lub włóczką wełnianą itp.
- Nalepianki – popularne zwłaszcza w dawnym województwie krakowskim i w okolicach Łowicza. Powstaje przez ozdabianie skorupki jajka różnobarwnymi wycinankami z papieru.
- Ażurki – pisanki ażurowe – są wykonywane z wydmuszek jaj kurzych, kaczych, gęsich i strusich. Technika polega na nawiercaniu w skorupce otworów przy pomocy wiertarki i malutkiego wiertła, miniszlifierki, piaskarki, turbiny dentystycznej, frezarki CNC. Wydmuszka z nawierconymi wzorami jest malowana najczęściej farbą akrylową.

W okolicach Koźla (Śląsk Opolski), pisanki wypiekano z ciasta piernikowego i przyozdabiano lukrem.

## Tradycje z wykorzystaniem pisanek
Dawniej zdobieniem jaj zajmowały się wyłącznie kobiety, mężczyźnie wówczas nie wolno było wchodzić do izby. Jeśliby się tak zdarzyło, odczyniano urok, który intruz mógł rzucić na pisanki.
W latach 80. XX wieku w rejonie uroczyska Piatienka w pobliżu wsi Folwarki Tylwickie zaobserwowano jeszcze zwyczaj składania pisanek w okresie wiosennym na grobach przez ludność wyznania prawosławnego.
Z tradycyjnych rosyjskich pisanek wywodzą się słynne jaja wielkanocne, wykonywane w końcu XIX w. przez petersburskiego jubilera Petera Carla Fabergé. Jajka wykonywane z kamieni półszlachetnych, łączonymi z metalami szlachetnymi, zdobione technikami jubilerskimi były wykonywane początkowo wyłącznie dla rodziny carskiej. Później wykonywano je również dla innych dostojników, a także powstawały imitacje, wykonywane przez inne firmy.
Innymi znanymi dziełami sztuki rosyjskiej wywodzącymi się z ludowych pisanek, są jajka, lub częściej ich drewniane imitacje, pokryte czarną laką i zdobione miniaturowym malarstwem temperowym. Tak zdobione jajka wykonywano początkowo w Paliechu, miejscowości o starych tradycjach pisania ikon, obecnie wzorują się na nich twórcy ludowi i profesjonalni artyści z różnych regionów.
Obecnie uroczyste śniadanie w niedzielę wielkanocną poprzedza dzielenie się poświęconym jajkiem. Podobnie jak bożonarodzeniowy zwyczaj łamania się opłatkiem, jest wyrazem przyjaźni.
Muzeum poświęcone wyłącznie pisankom istnieje w Kołomyi. W 2004 w Muzeum Rolnictwa w Ciechanowcu otwarto stałą ekspozycję ponad 1000 pisanek pochodzących z prywatnej donacji.

## Galeria

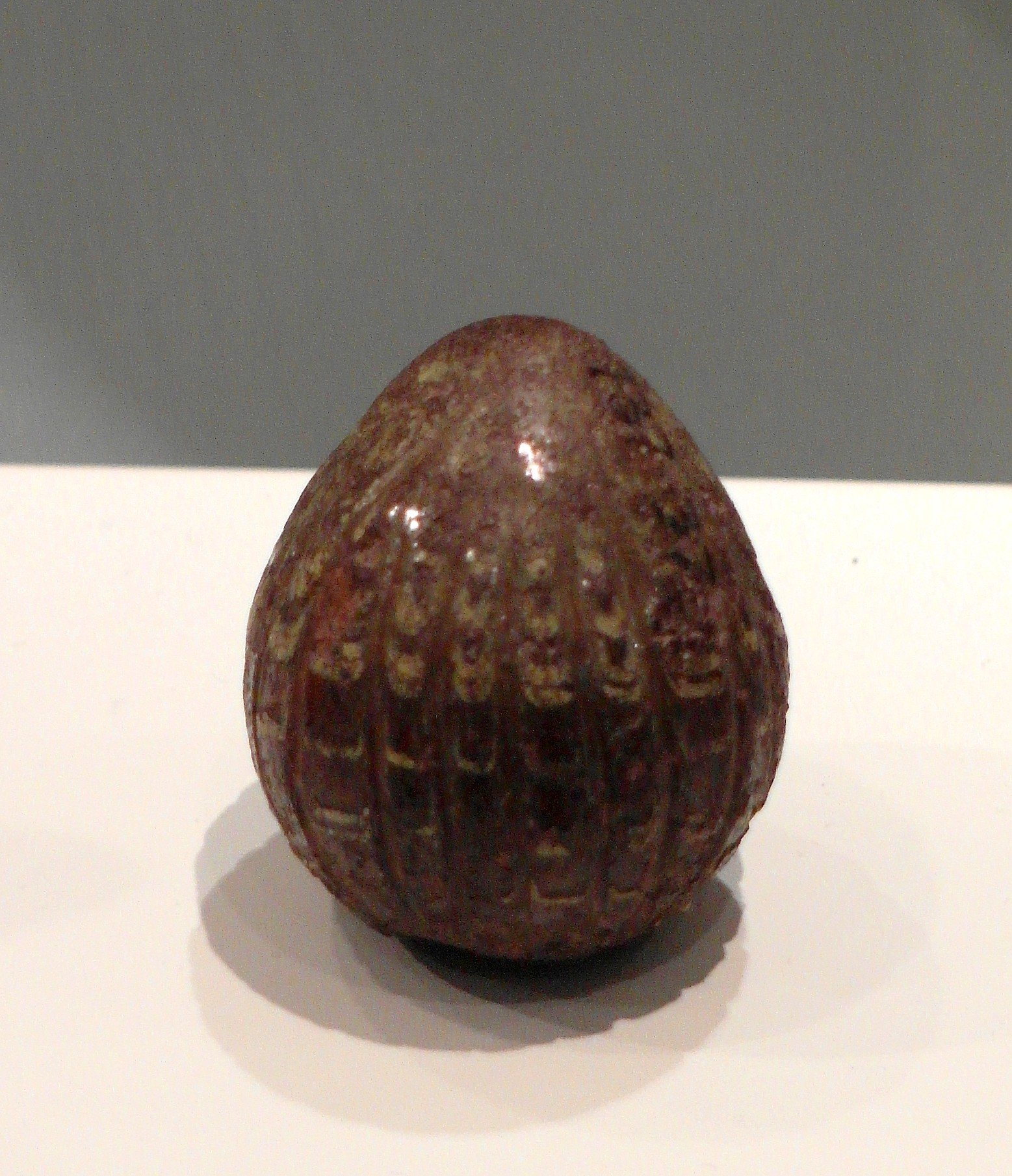
Pisanka z X wieku, Gniezno, glina szkliwiona
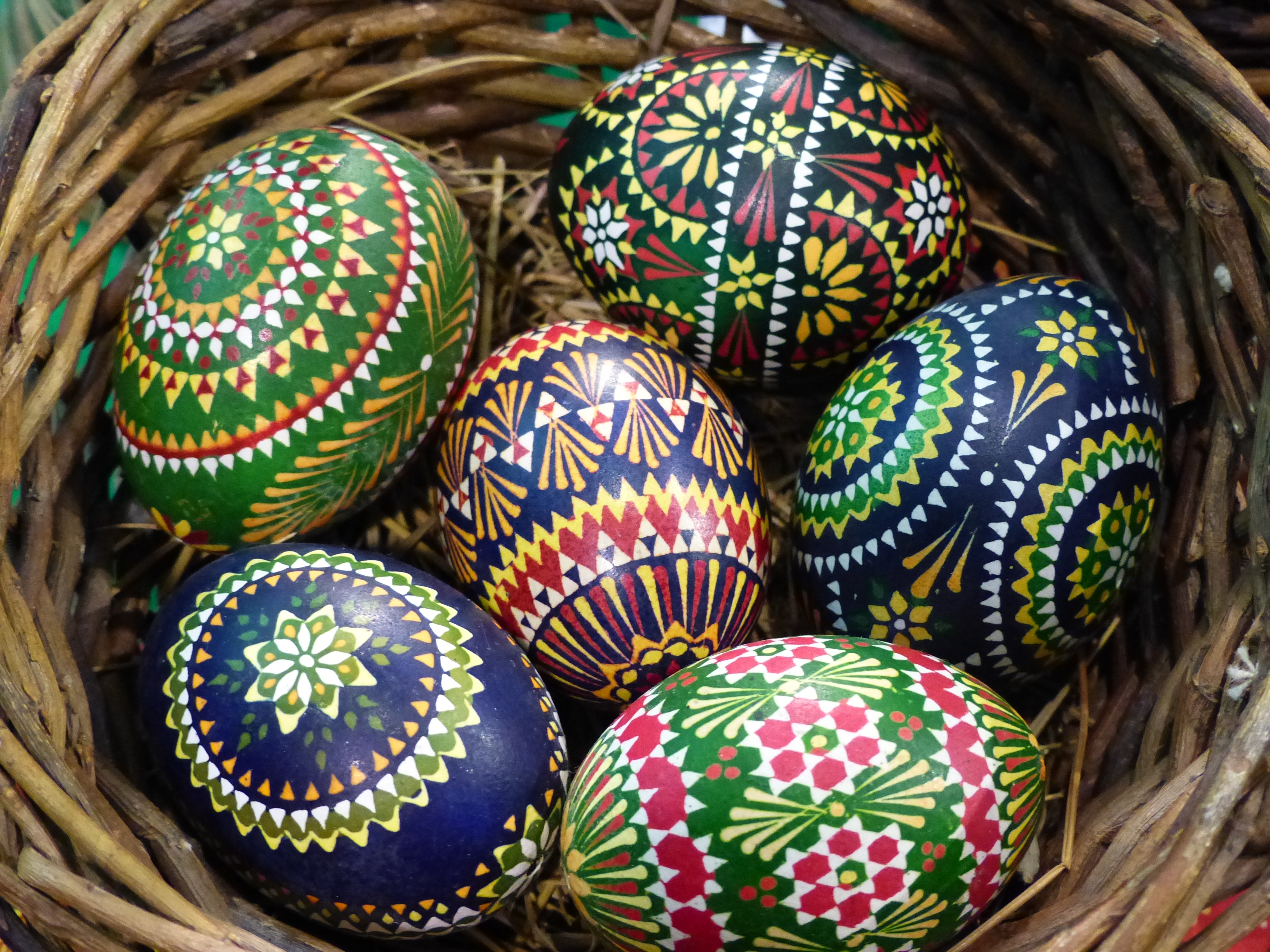
Pisanki serbołużyckie.
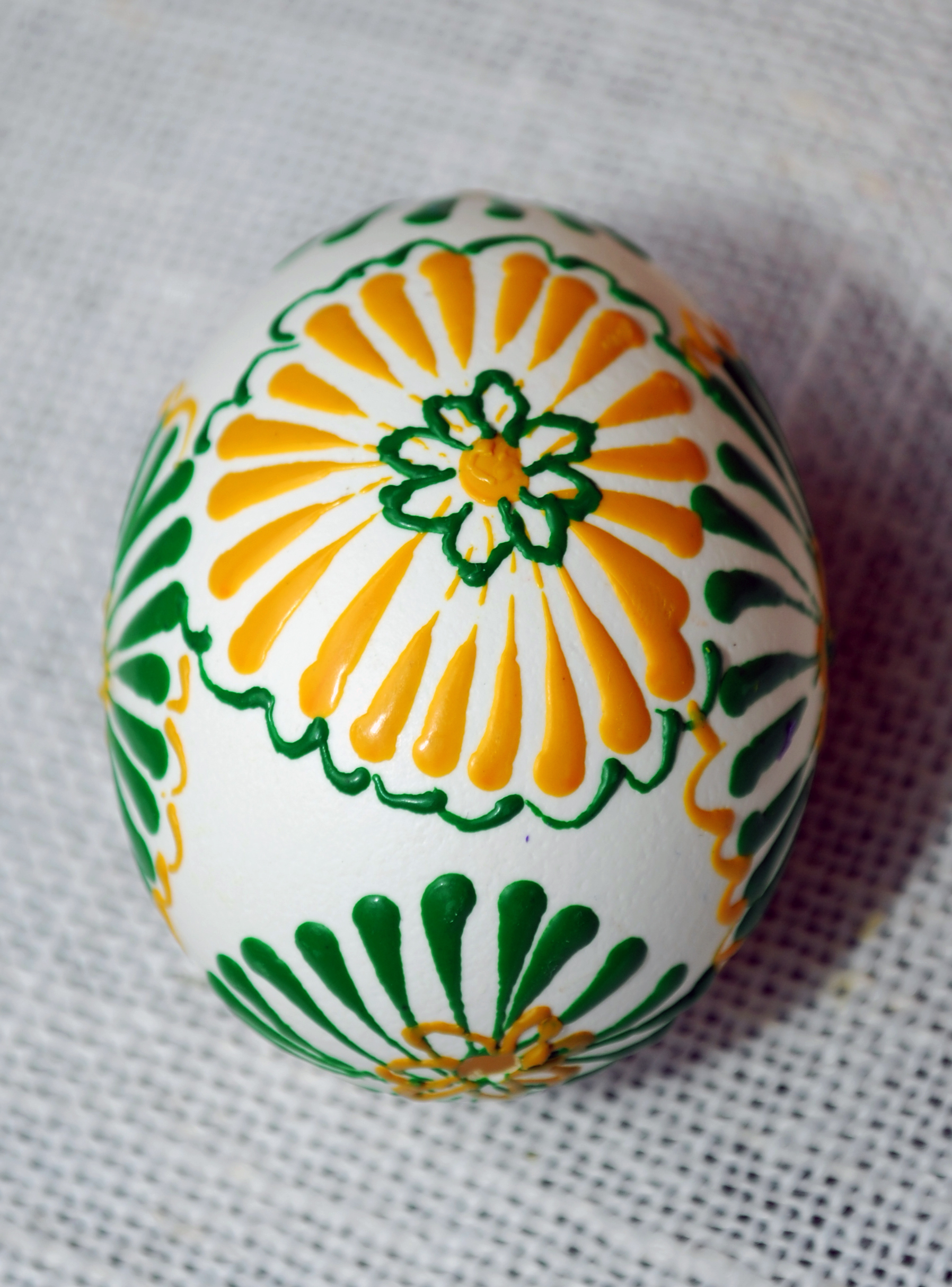
Pisanka morawska batikowa
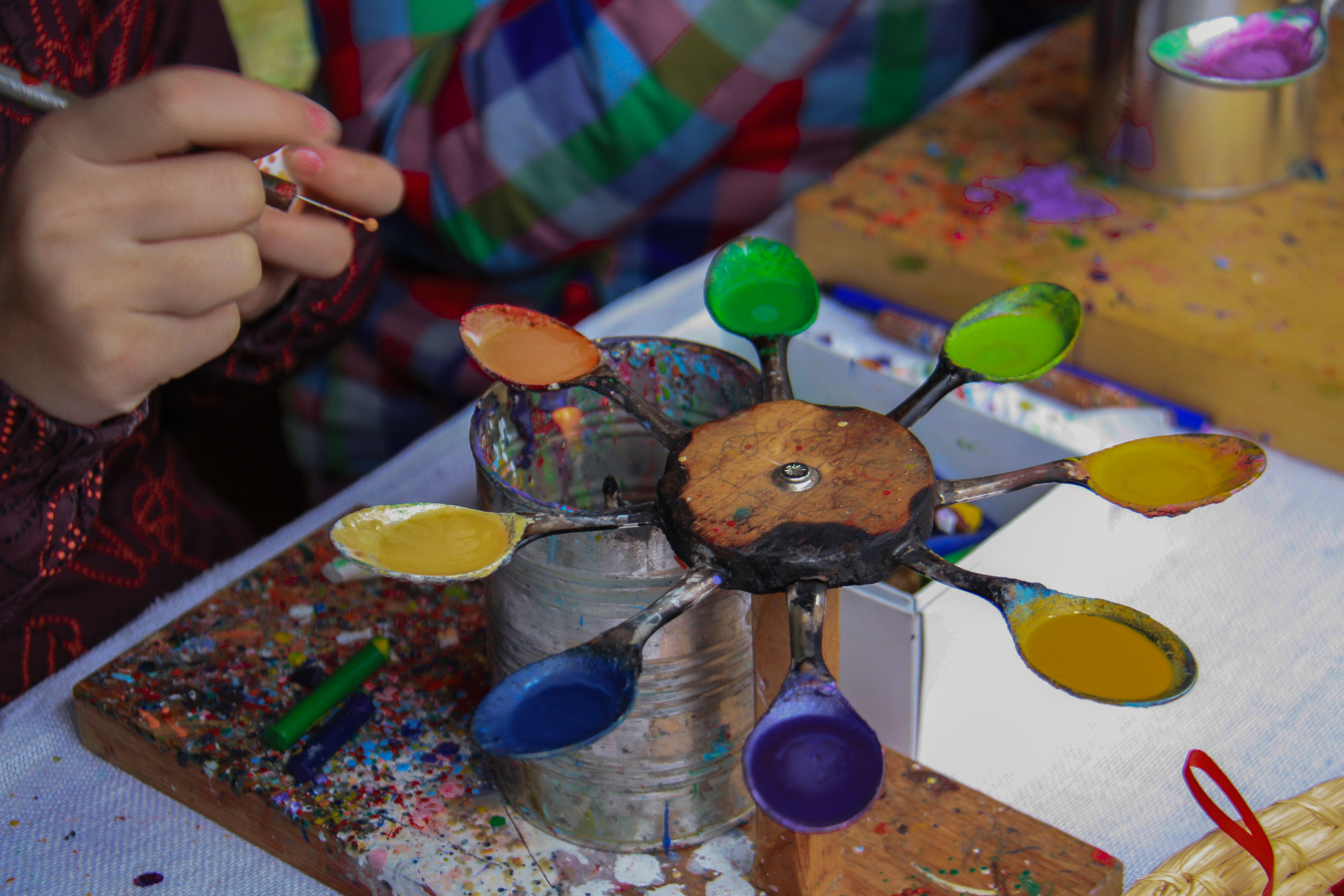
Dekorowanie pisanek rozgrzanym, barwnym woskiem – czeskie Morawy
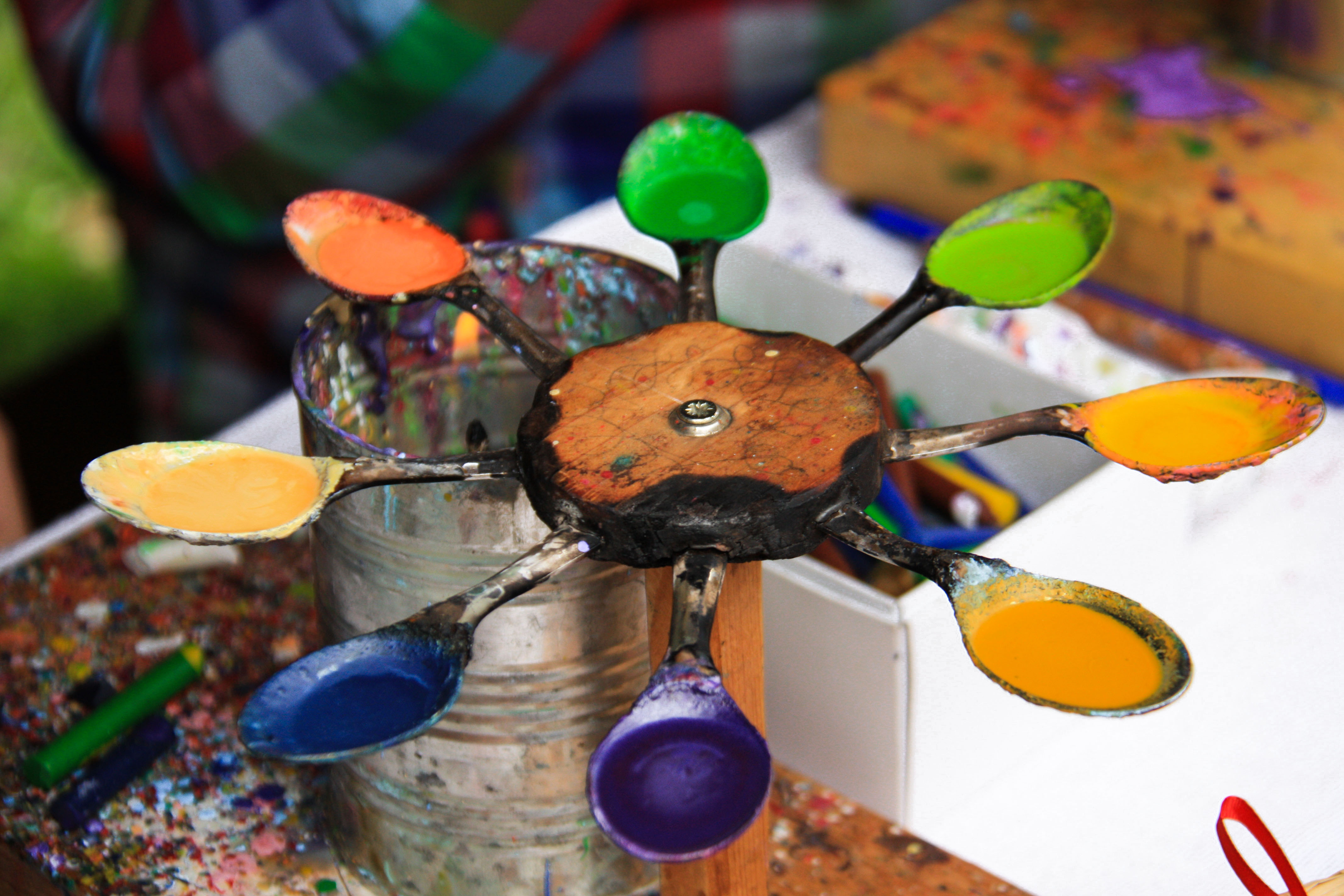
Urządzenie samoróbkowe do dekoracji pisanek techniką batikową – czeskie Morawy.
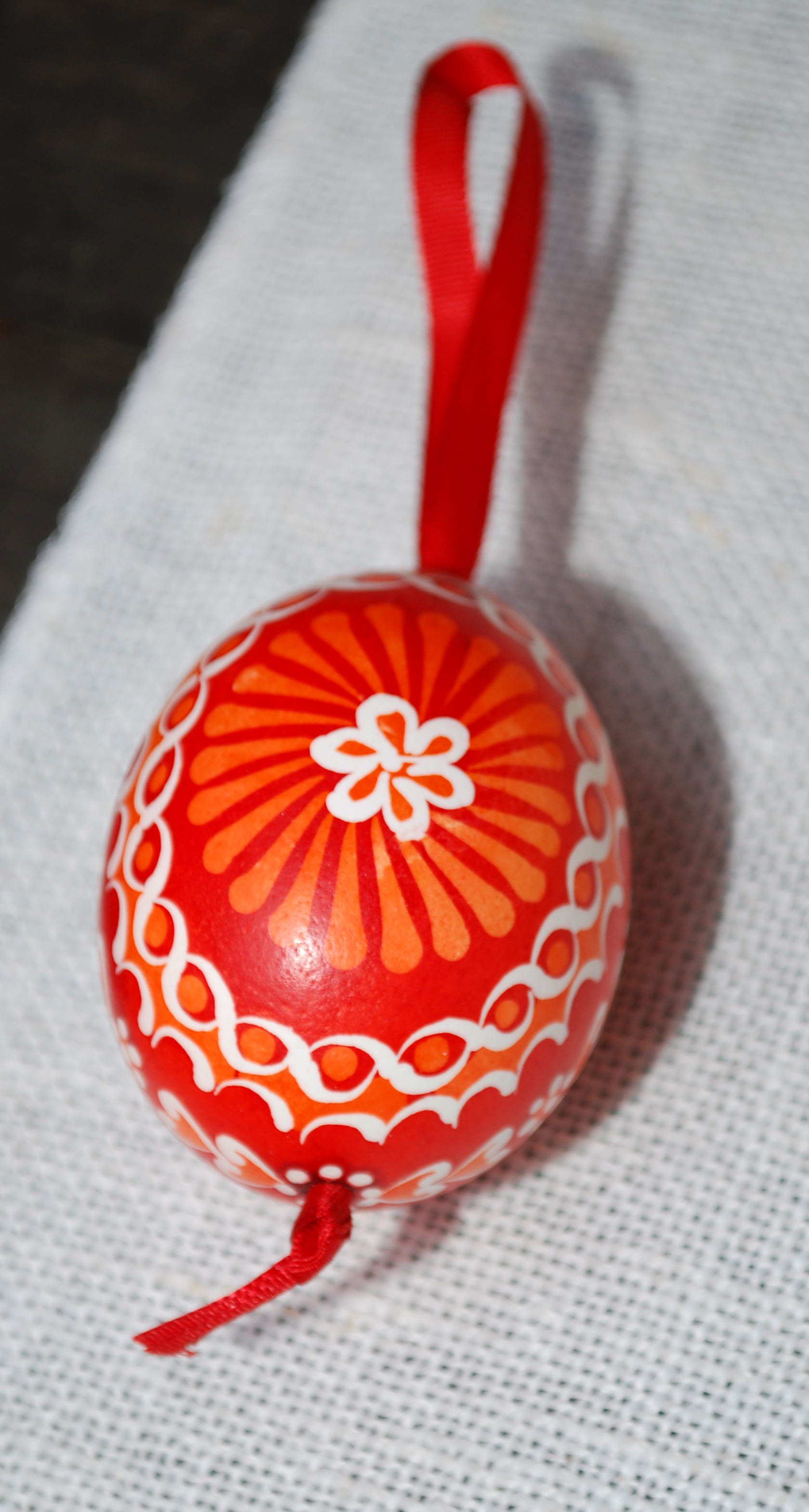
Pisanka czeska batikowa.
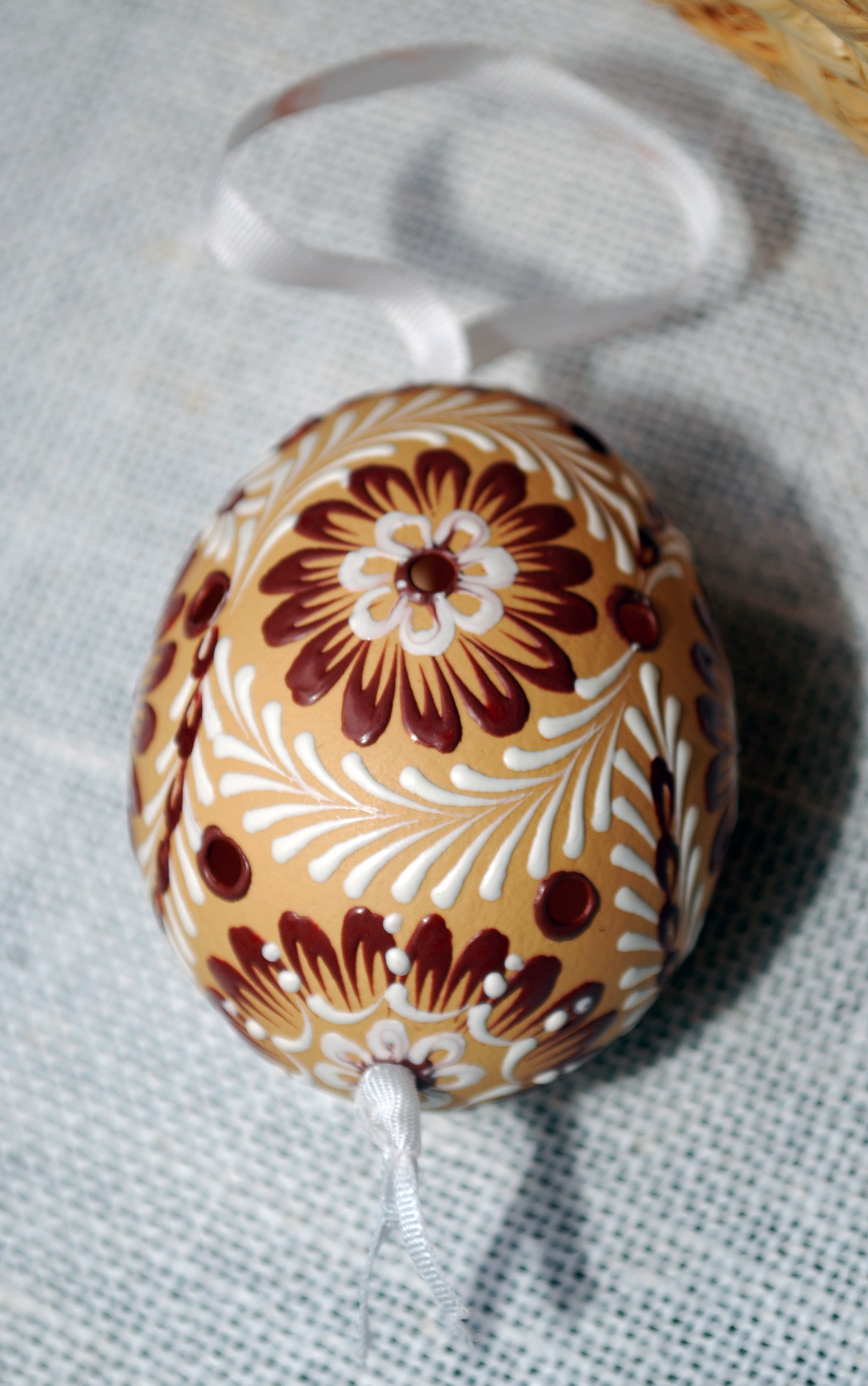
Pisanka czeska
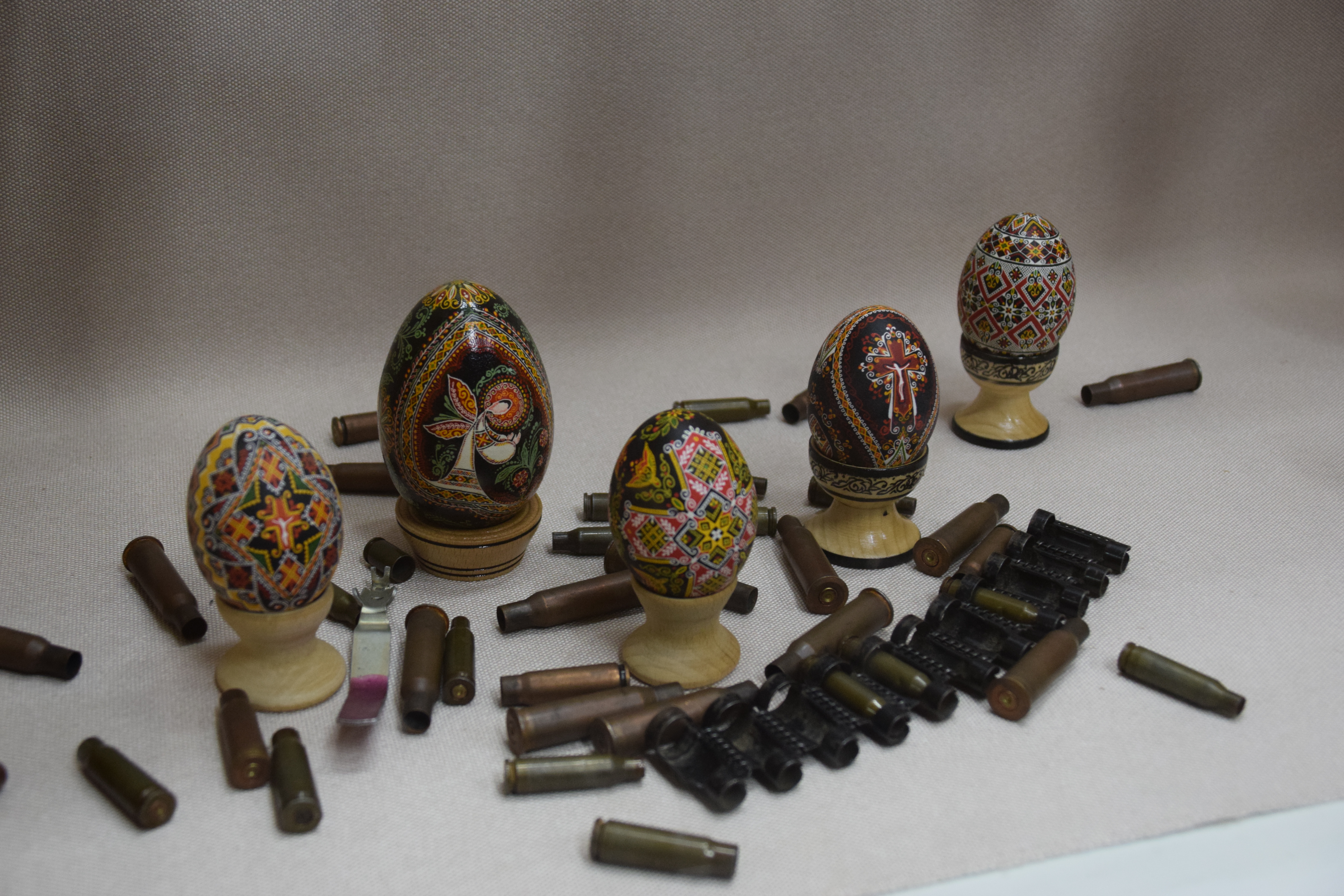
Pisanki ze strefy Czarnobyla na wystawie w kołomyjskim Muzeum Pisanki.
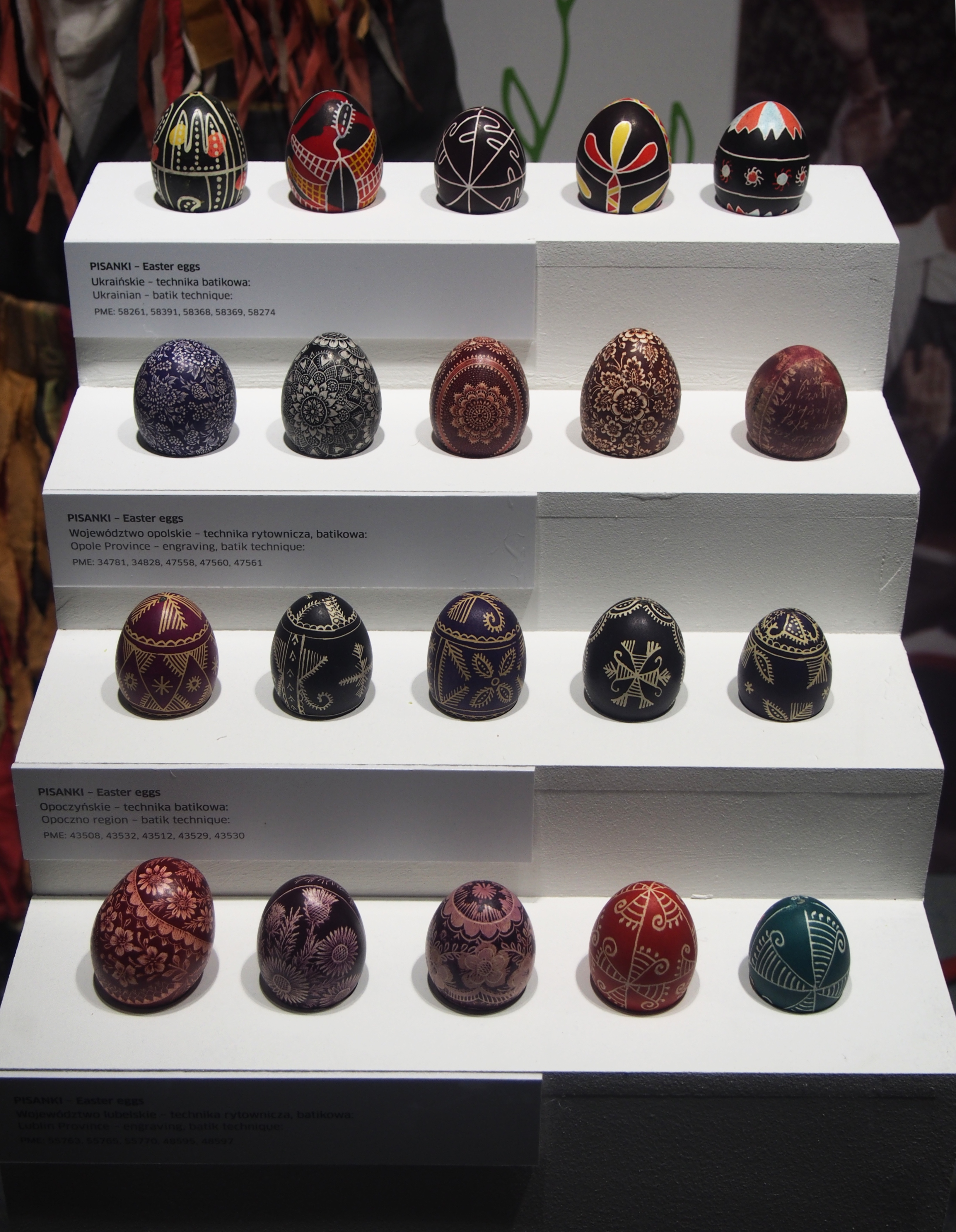
Pisanki polskie w Państwowym Muzeum Etnograficznym w Warszawie.
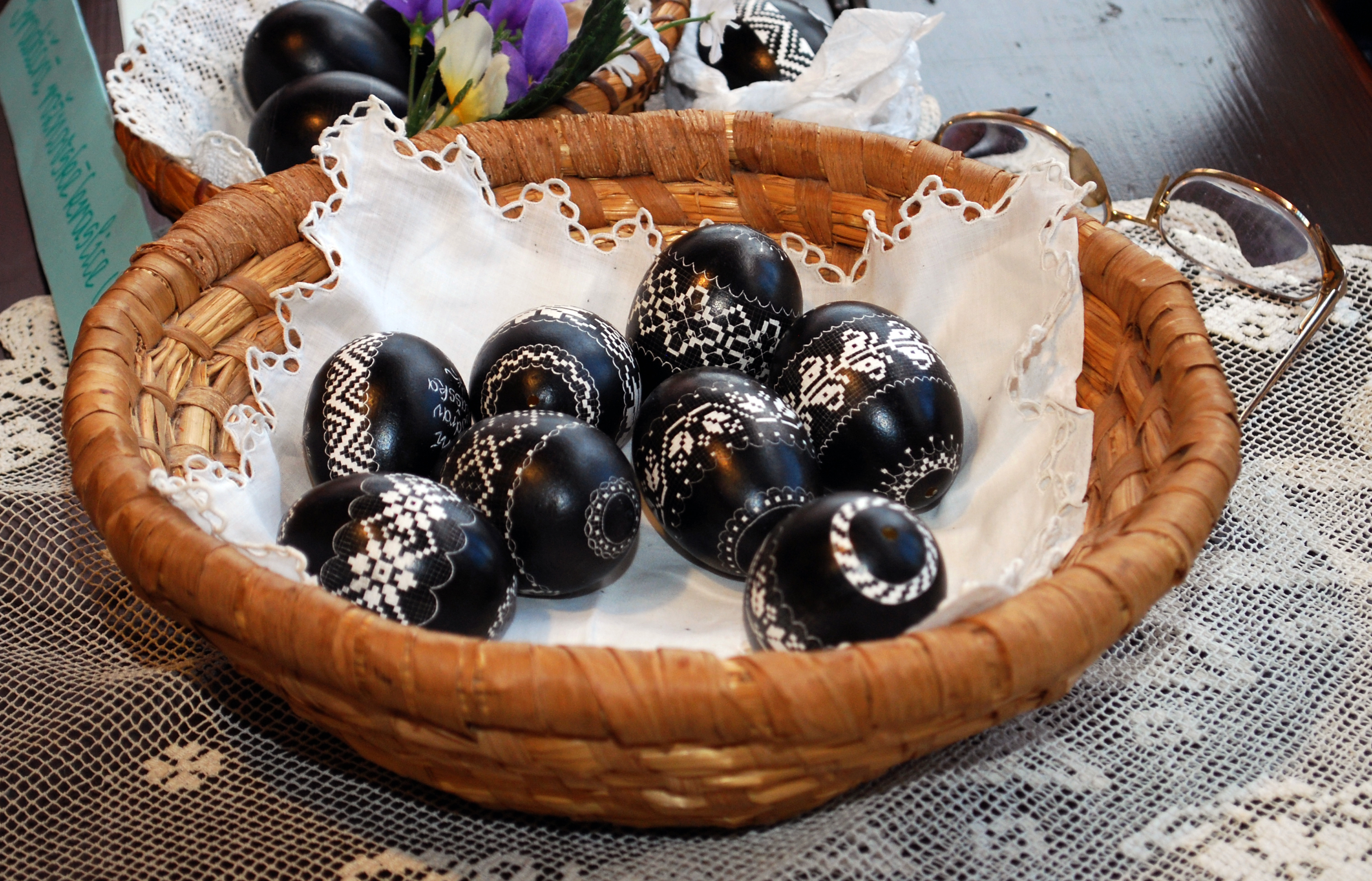
Pisanki wałaskie (czeskie Morawy).
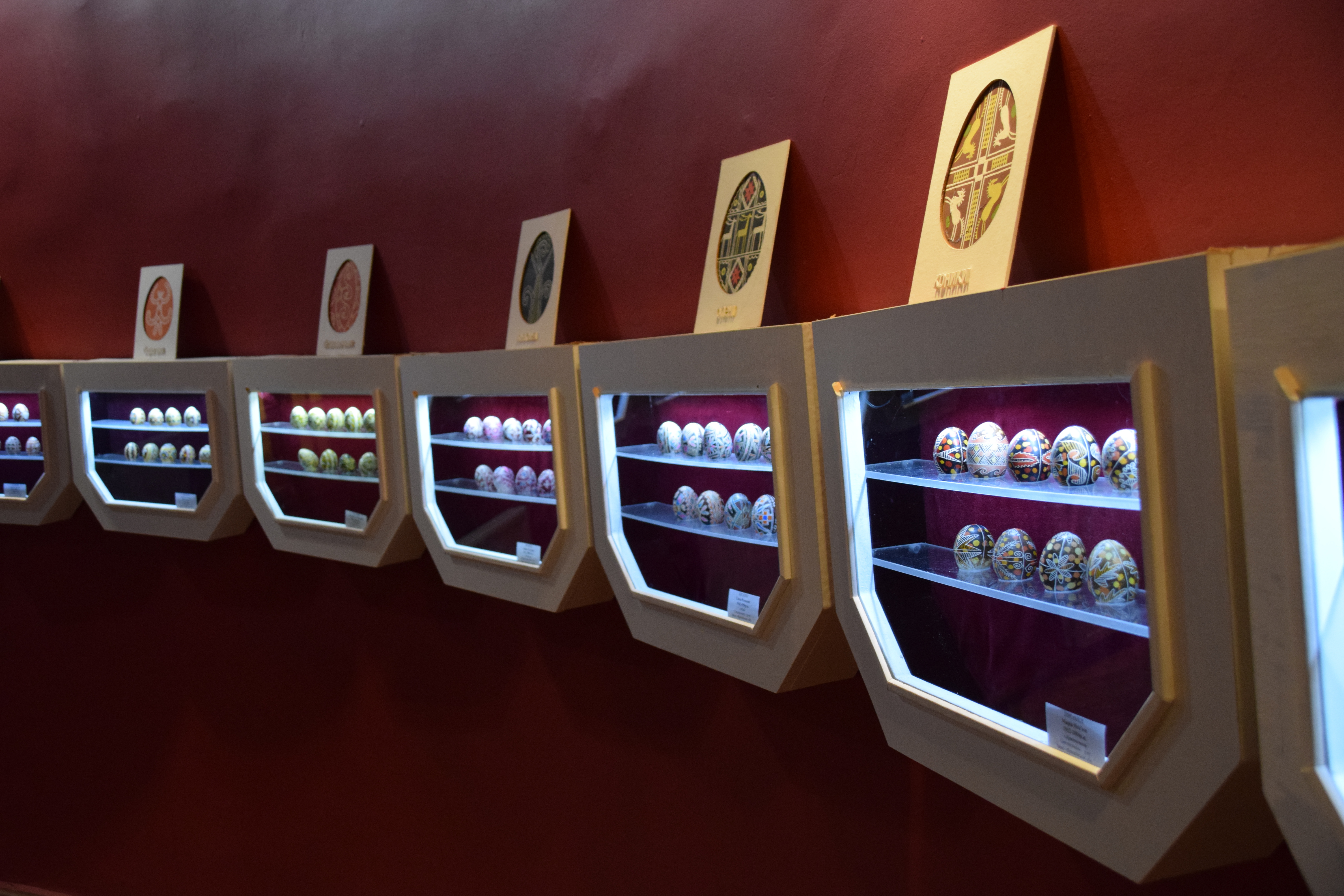
Pisanki na wystawie w Muzeum Pisanek w Kołomyi
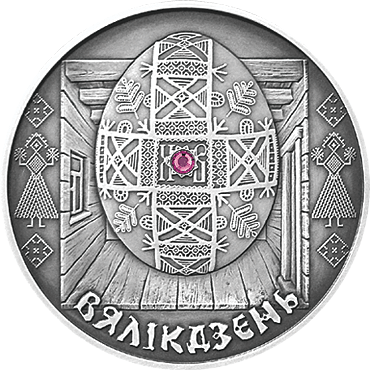
Białoruska moneta „Wielkanoc”